# 日本梱包運輸倉庫
日本梱包運輸倉庫株式会社（にっぽんこんぽううんゆそうこ）は、貨物自動車輸送事業等を行う運送企業。
本項では同社の完全親会社である持株会社のニッコンホールディングス株式会社（NIKKON Holdings Co., Ltd.）についても述べる。

## 沿革
- 1953年 - 黒岩恒雄が株式会社日本梱包運搬社として設立。
- 1955年 - 本社を現在地に移転。
- 1961年 - 株式を店頭公開。
- 1965年 - 株式額面変更のため同名の休眠会社に吸収合併。
- 1968年 - 商号を日本梱包運輸倉庫株式会社に変更。
- 1970年 - 東京証券取引所2部に上場。
- 1997年 - 東京証券取引所1部に指定換え。
- 2014年 - フルトレーラー車を導入。
- 2015年10月1日 - 持株会社に移行し「ニッコンホールディングス株式会社」に商号変更し、新たに事業会社となる「日本梱包運輸倉庫株式会社」を設立。
- 2017年 - ニッコンホールディングスに残っていた通関事業を会社分割により日本梱包運輸倉庫株式会社へ継承し、ニッコンホールディングスは純粋持株会社になる。
- 2025年 - ニッコンホールディングスが中央紙器工業に対して行ったTOBが成立し、子会社とする[1]。

## 事件・不祥事

### 独占禁止法に基づく社名公表
2024年3月15日、公正取引委員会は「下請け企業との価格転嫁の交渉に適切に応じなかった企業名の公表」を行い、日本梱包運輸倉庫が該当企業となったことがわかった。